# Montmaneu
Montmaneu és un municipi de la comarca de l'Anoia que se situa a l'extrem occidental d'aquesta, tot i que pertany a la comarca natural de la Segarra. Inclou el nucli de la Panadella i l'antic priorat de Sant Jordi de Riquer. El micropoble pertany a dues conques hidrogràfiques; a ponent, a la de l'Ondara i, per tant, a la del Segre i Ebre, i a llevant a la de l'Anoia i Llobregat.
La carretera N-II travessa el terme municipal pel port de la Panadella, mentre que l'autovia A-2 hi discorre de manera gairebé paral·lela. D'altra banda, la carretera de Santa Coloma de Queralt a Sant Guim de Freixenet creua el municipi de nord a sud i uneix els dos nuclis del terme. Al sud de la Panadella, la carretera BV-2234 duu a Carbasí (Argençola).
Al fogatjament de 1365-70, Montmaneu tenia 36 focs. Aquesta quantitat va oscil·lar i va arribar al seu màxim el 1930 amb 448 habitants. A partir d'aleshores es va despoblar i la població es va envellir.
L'economia del municipi és bàsicament agrícola, amb predomini dels cereals, i ramadera (aviram, porcí). Actualment no hi ha activitat industrial, tot i que en el passat hi havia hagut paraires i telers de cànem. Pel que fa al sector serveis, el nucli de la Panadella compta amb alguns establiments hotelers.
El 2008 va ser un dels nou membres fundadors de l'Associació de micropobles de Catalunya.

## Geografia
- Llista de topònims de Montmaneu (Orografia: muntanyes, serres, collades, indrets..; hidrografia: rius, fonts...; edificis: cases, masies, esglésies, etc).